# Ланинский переулок
Ла́нинский переу́лок — переулок в Восточном административном округе города Москвы на территории района Богородское.

## История
Переулок получил своё название в XIX веке по фамилии одного из домовладельцев.

## Расположение
Проходит от Наримановской улицы на север, пересекает 1-ю Мясниковскую улицу, поворачивает на северо-запад и пересекает Погонный проезд, за которым продолжается до Лосиноостровской улицы.
Домовладений по переулку не числится, последние частные жилые дома были снесены в начале 1970-х годов.

## Транспорт

### Наземный транспорт
По Ланинскому переулку не проходят маршруты наземного общественного транспорта. На Погонном проезде расположена остановка «Ланинский переулок» трамваев 4, 7, 46.

### Метро
- Станция метро «Бульвар Рокоссовского» Сокольнической линии и станция МЦК «Бульвар Рокоссовского» — восточнее улицы (1,6 км), на Ивантеевской улице.
- Станция МЦК «Белокаменная» — вблизи северного конца улицы, на Яузской аллее.